# 58466 Santoka
58466 Santoka este un asteroid din centura principală de asteroizi.

## Descriere
58466 Santoka este un asteroid din centura principală de asteroizi. A fost descoperit pe 23 iulie 1996 la Kuma Kogen de Akimasa Nakamura. El prezintă o orbită caracterizată de o semiaxă mare de 2,38 ua, o excentricitate de 0,20 și o înclinație de 2,8° în raport cu ecliptica.